# Adrienne Jeannet-Nicolet
Adrienne Jeannet-Nicolet (* 6. Mai 1891 in Courtelary; † 26. Februar 1969 in Lausanne; heimatberechtigt in Noiraigue und Travers) war eine Schweizer Lehrerin und Frauenrechtlerin aus dem Kanton Waadt.

## Leben
Adrienne Jeannet-Nicolet war eine Tochter von Emile Nicolet und Emma Bosset und wuchs im Jura auf. Sie besuchte das Lehrerseminar und studierte deutsche und französische Literatur an der Universität Zürich. Sie arbeitete als Lehrerin am Institut Boos-Jegher in Zürich. Später führte sie eine Privatschule in Lausanne. Sie heiratete den Bandagisten Edmond Jeannet.
Ab 1923 war sie Leiterin der Rechtsberatungsstelle, ab 1943 Vizepräsidentin und von 1953 bis 1958 Präsidentin der Fédération des unions de femmes du canton de Vaud. Ab 1944 bis 1949 amtierte sie als Präsidentin des Bundes Schweizerischer Frauenvereine (BSF). Sie arbeitete in diversen Fachkommissionen des Bundes Schweizerischer Frauenvereine und des Internationalen Frauenrats mit. Jeannet vertrat den Bund Schweizerischer Frauenvereine von 1949 bis 1953 in der Schweizer UNESCO-Kommission. Sie war in der Abstinenzbewegung tätig und von 1946 bis 1953 Mitglied der eidgenössischen Kommission zur Bekämpfung des Alkoholismus.